# Zhuding
Zhuding (kinesiska: 朱顶) är en köping i östra Kina. Den ligger i Wuhe härad i staden Bengbu i provinsen Anhui, omkring 150 kilometer nordost om provinshuvudstaden Hefei.